# 塞特索尔
塞特索尔（法語：Sept-Sorts，法語發音：[sɛt sɔʁ] ⓘ）是法国法蘭西島大區塞纳-马恩省的一个市镇，属于莫城区。 

## 地理
塞特索尔（48°56'16"N, 3°6'11"E）面积3.22 平方千米，位于法国法蘭西島大區塞纳-马恩省，该省份为法国北部内陆省份，北起瓦兹省，西接埃松省、马恩河谷省、塞纳-圣但尼省和瓦兹河谷省，南至卢瓦雷省，东南接约讷省，东临马恩省和奥布省，东北接埃纳省。
与塞特索尔接壤的市镇（或旧市镇、城区）包括：拉费泰苏茹阿尔、茹阿爾、萨姆龙、马恩河畔于西。

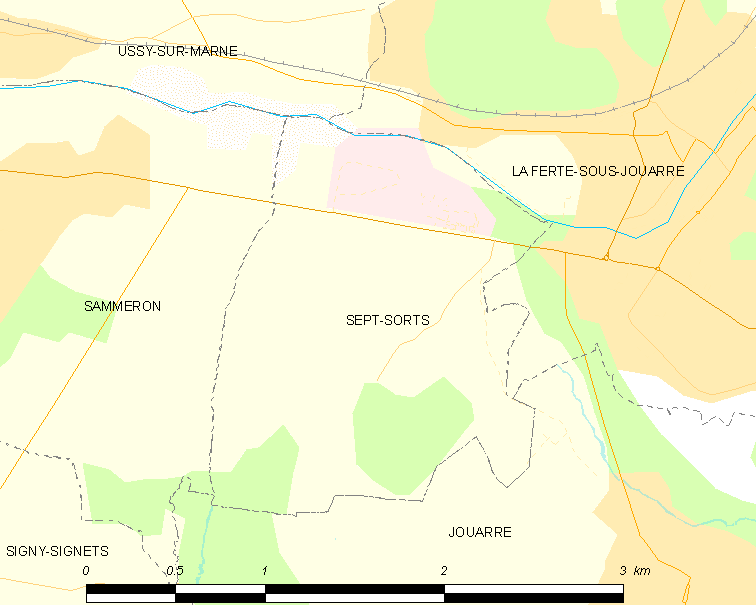
塞特索尔的OSM定位图

塞特索尔的时区为UTC+01:00、UTC+02:00（夏令时）。

## 行政
塞特索尔的邮政编码为77260，INSEE市镇编码为77448。

## 政治
塞特索尔所属的省级选区为拉费泰苏茹阿尔县。

## 人口

1962-2008年间塞特索尔人口变化图示

塞特索尔于2022年1月1日时的人口数量为597人。